# Kokdala
Kokdala (tiếng Trung: 可克达拉; Hán-Việt: Khả Khắc Đạt Lạp; bính âm: Kěkèdálā; tiếng Uyghur: كۆكدالا شەھىرى) là một thành phố cấp huyện tại khu tự trị Duy Ngô Nhĩ Tân Cương, Trung Quốc. Thành phố nằm tại thung lũng sông Ili, cách trụ sở chính quyền châu Ili khoảng 20 km, cách thủ phủ Urumqi của Tân Cương khoảng 700 km. Tháng 3 năm 2015, thành phố có diện tích 979,71 km², tổng nhân khẩu là 75 nghìn, trong đó khu vực đô thị hóa trung tâm có diện tích 25 km² với 27 nghìn cư dân. Ngày 18 tháng 3 năm 2015, Quốc vụ viện Trung Quốc phê chuẩn thành lập thành phố Kokdala, do Binh đoàn sản xuất và xây dựng Tân Cương trực tiếp quản lý Kokdala là nơi sản sinh dạ khúc Thảo nguyên chi dạ 草原之夜 nổi tiếng.